# 8749 Beatles
A 8749 Beatles (ideiglenes jelöléssel 1998 GJ10) a Naprendszer kisbolygóövében található aszteroida. John Broughton fedezte fel 1998. április 3-án.